# Purpurmasken-Zwergkaiserfisch
Der Purpurmasken-Zwergkaiserfisch (Centropyge venusta) ist ein kleiner Meeresfisch aus der Familie der Kaiserfische (Pomacanthidae). Die Art kommt im westlichen Pazifik von den nördlichen Philippinen über Taiwan bis zum südlichen Japan vor.

## Merkmale
Der Purpurmasken-Zwergkaiserfisch hat den typischen hochrückigen und seitlich stark abgeflachten Körper der meisten Kaiserfische und erreicht eine Maximallänge von 12 cm. An der höchsten Stelle beträgt die Körperhöhe zwei Drittel der Standardlänge, die Kopflänge liegt bei einem Drittel der Standardlänge. In beiden Kiefern sind die nadelartigen Zähne in mehreren Reihen angeordnet, wobei die Zähne der inneren Reihen kleiner sind als die der äußeren. Der Gaumen ist zahnlos. Der Augenabstand ist gleich dem Augendurchmesser. Die Schwanzflosse und die weichstrahligen Abschnitte von Rücken- und Afterflosse sind abgerundet.
- Flossenformel: Dorsale XIV/16; Anale III/15; Pectorale 16; Ventrale I/5; Caudale 8+7.
- Schuppenformel: 6/41/27.
- Branchiostegalstrahlen: 5.
- Kiemenrechen: 3/1/10.
- Wirbel: 10+14.

Der Purpurmasken-Zwergkaiserfisch ist kontrastreich zweifarbig gefärbt, mit einer leuchtend gelben Vorder- und Bauchseite und einem tiefblauen Rücken und Hinterkörper, wobei die Grenze zwischen den Farbzonen diagonal von den vorderen Rückenflossenstrahlen bis zur Mitte der Afterflosse verläuft. Eine dreieckige, dunkelblaue Zone liegt im vorderen Rückenbereich und verläuft von der Vorderkante der Rückenflosse bis zu den Augen und nach unten bis zum Brustflossenansatz. Die weichstrahligen Abschnitte von Rücken- und Afterflosse und die Schwanzflosse sind dunkelblau mit hellblauen Streifen. Die Brustflossen sind transparent gelblich, die Bauchflossen gelb mit einem hellblauen Vorderrand.

## Lebensraum und Lebensweise
Der Purpurmasken-Zwergkaiserfisch lebt in Korallenriffen in Tiefen von 10 bis 40 Metern. Er kommt an Außenriffhängen vor, ist scheu und hält sich oft sehr versteckt unter Vorsprüngen oder in Höhlen auf, wo er in Deckennähe mit nach oben gerichteten Bauch schwimmt. Die meisten Exemplare wurden bisher einzeln gesehen, seltener Paare oder kleine Gruppen. Die sonstige Lebensweise und die Ernährung wurden bisher nicht erforscht.

## Systematik
Der Purpurmasken-Zwergkaiserfisch wurde 1969 von den japanischen Ichthyologen Fujio Yasuda und Yoshiaki Tominaga als Holacanthus venustus beschrieben. Später wurde er der Gattung Centropyge zugeordnet. Er hybridisiert jedoch hin und wieder mit dem Zebra-Zwergkaiserfisch (Paracentropyge multifasciatus), der einzigen Art der Gattung Paracentropyge, und auch phylogenetische Analysen deuten darauf hin, dass der Purpurmasken-Zwergkaiserfisch und der Cook-Zwergkaiserfisch (Centropyge boylei) näher mit dem Zebra-Zwergkaiserfisch verwandt sind als mit den anderen Arten der paraphyletischen Gattung Centropyge. Einige Wissenschaftler plädieren deshalb dafür, beide Arten in die Gattung Paracentropyge zu überführen.

## Belege
1. 1 2  Purpurmasken-Zwergkaiserfisch auf Fishbase.org (englisch)
2. 1 2 3  Fujio Yasuda und Yoshiaki Tominaga (1969): A new pomacanthine fish, Holacanthus venustus, from the Pacific coast of Japan, with notes on the young of H. sexstriatus and H. septentrionalis. Japanese Journal of Ichthyology v. 16 (Nr. 4): S. 143–151.
3. ↑  Michelle Gaither, Jennifer K. Schultz, David R. Bellwood, Richard L. Pyle, Joseph D. DiBattista, Luiz A. Rocha, Brian W. Bowen: Evolution of pygmy angelfishes: recent divergences, introgression, and the usefulness of color in taxonomy. Molecular Phylogenetics and Evolution, Februar 2014, doi:10.1016/j.ympev.2014.01.017